# Physikalisch-Meteorologisches Observatorium

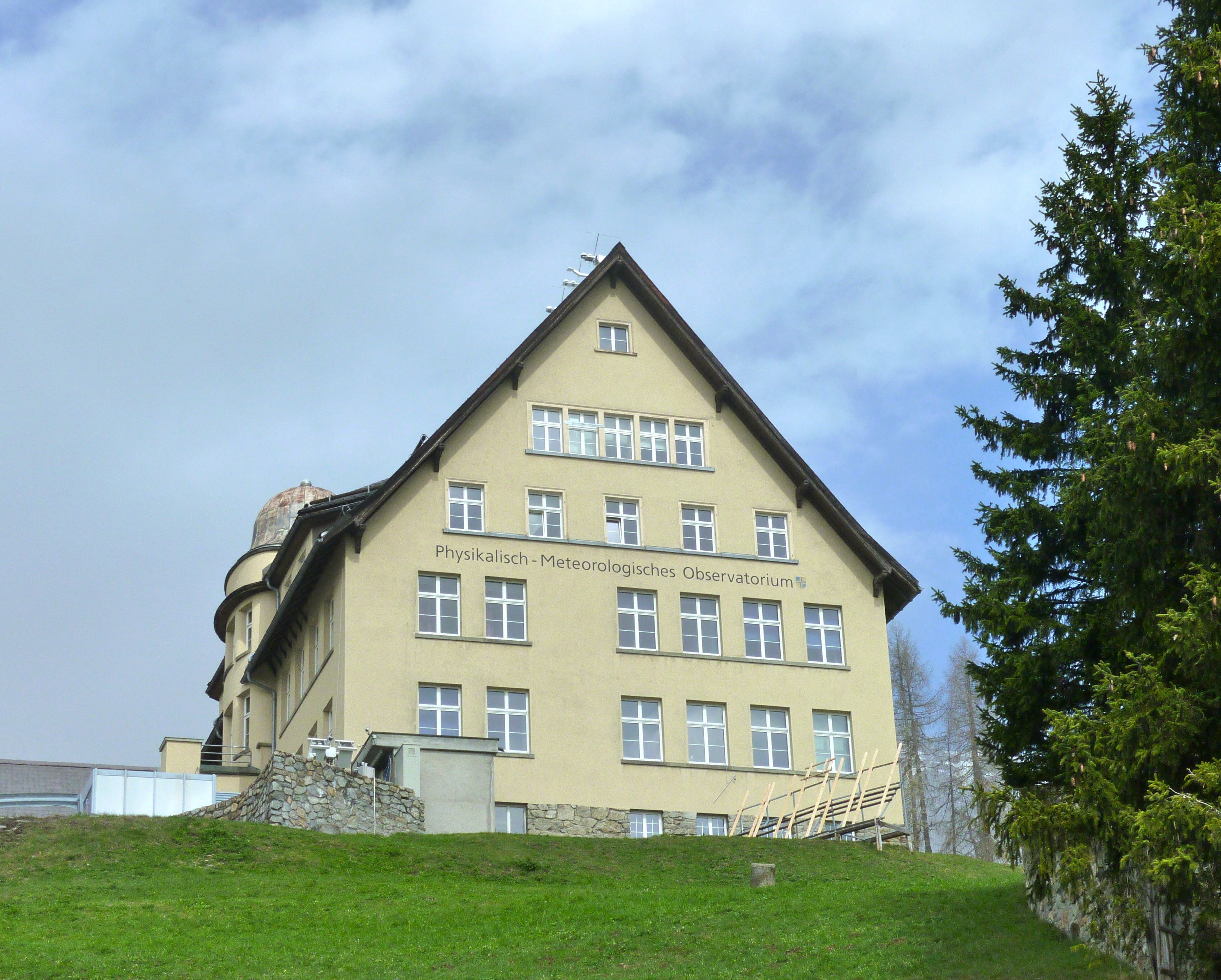
Physikalisch-Meteorologisches Observatorium Davos

Das Physikalisch-Meteorologische Observatorium (auch: Physikalisch-Meteorologisches Observatorium Davos und World Radiation Center (PMOD/WRC)) in Davos ist ein 1907 gegründetes Institut für Klimatologie, Sonnen- und Erdatmosphärenforschung. Seit 1922 gehört es der Stiftung Schweizerisches Forschungsinstitut für Hochgebirgsklima und Medizin an, und seit 1971 nimmt es ein Mandat als Weltstrahlungszentrum der World Meteorological Organization wahr.

## Geschichte
1904 zog der deutsche Chemiker Carl Dorno nach Davos in der Hoffnung auf Heilung für seine an Tuberkulose erkrankte Tochter. Zur wissenschaftlichen Untersuchung der angepriesenen Heilkraft des Höhenkurorts gründete er 1907 mit eigenen Mitteln das Physikalisch Meteorologische Observatorium in der Villa Dora (heute Oberwiesstrasse 4). Davos war aufgrund seiner Arbeit damals der am besten untersuchte Klimakurort Europas. Der Geophysiker Paul Götz arbeitete ab 1919 mit Dorno zusammen, bis er 1921 ein eigenes Observatorium in Arosa gründete. Ebenso arbeitete 1923 Fritz Loewe als Dornos Assistent. In den 1920er-Jahren war ausserdem der spätere Landesgruppenleiter der NSDAP-Auslandsorganisation Wilhelm Gustloff am PMOD angestellt. Um 1922 musste Dorno infolge der Inflation in Deutschland sein PMOD dem SFI angliedern. Bei seinem Rücktritt 1926 ging dann das Observatorium vollständig als Physikalisch-Meteorologisches Observatorium Davos (PMOD) in der Stiftung auf.

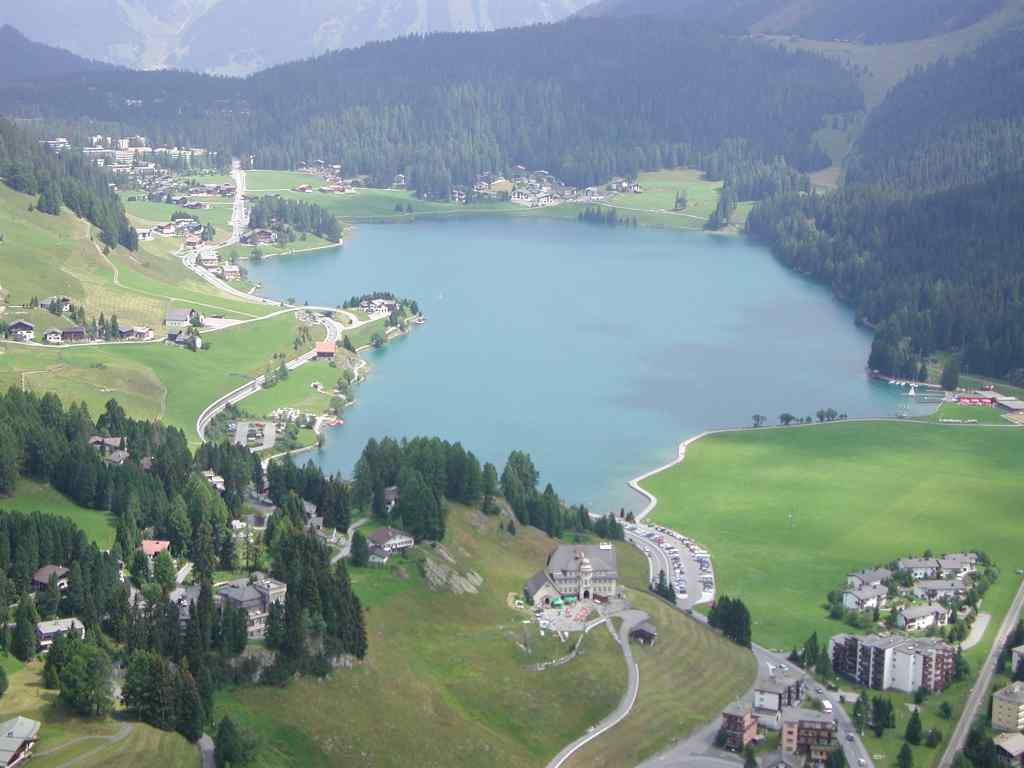
Im Vordergrund in der Mitte das Alte Schulhaus Davos Dorf, in welchem heute das PMOD/WRC zuhause ist

Danach leitete kurzzeitig der schwedische Staatsmeteorologe Frederik Lindholm (* 19. Dezember 1883 in Pitea; † 20. November 1963 in Stockholm) das PMOD. Von 1929 bis 1966 folgte ihm Walter Mörikofer aus Basel. Auf seine Initiative wurden für die weltweit rund 600 Strahlungsmessstationen erstmals einheitliche Messvorschriften erstellt. Nach 1964 wurde Davos Eichzentrale für Strahlungsmessinstrumente. Unter dem Direktor Emil Flach wurde zusammen mit der Meteorologischen Zentralanstalt (heute Bundesamt für Meteorologie und Klimatologie), der World Meteorological Organization (WMO) und der Eidgenossenschaft der Aufbau des Weltstrahlungszentrums (World Radiation Center, WRC) vorangetrieben. Seit 1971 pflegt das Institut hierbei im Auftrag der WMO die weltweite Referenz für Strahlung. Die Eichung sämtlicher Pyrheliometer lässt sich daher auf eine Gruppe von präzisen Instrumenten am PMOD/WRC zurückverfolgen. Claus Fröhlich übernahm ab 1971 die Leitung dieses Tätigkeitsbereichs des PMOD, und ab 1974 die Führung des gesamten Instituts. Er wurde 1999 von Werner Schmutz abgelöst. Seit dem 1. Juni 2019 amtiert die nordirische Physikerin Louise Harra als Direktorin des Instituts.
Seit den 1970er-Jahren wurden am PMOD verschiedene Experimente gefertigt, die während Wetterballonflügen sowie Raketen- und Satellitenmissionen die Sonnenstrahlung aus grosser Höhe oder im All messen. Instrumente des PMOD/WRC wurden oder werden unter anderem auf den Forschungssatelliten EURECA, SOHO, Picard sowie auf der Raumstation ISS betrieben. Die hierbei gewonnenen Daten waren eine wichtige Grundlage für die Erforschung der Variabilität der Solarkonstante.